# جواز سفر بيولوجي

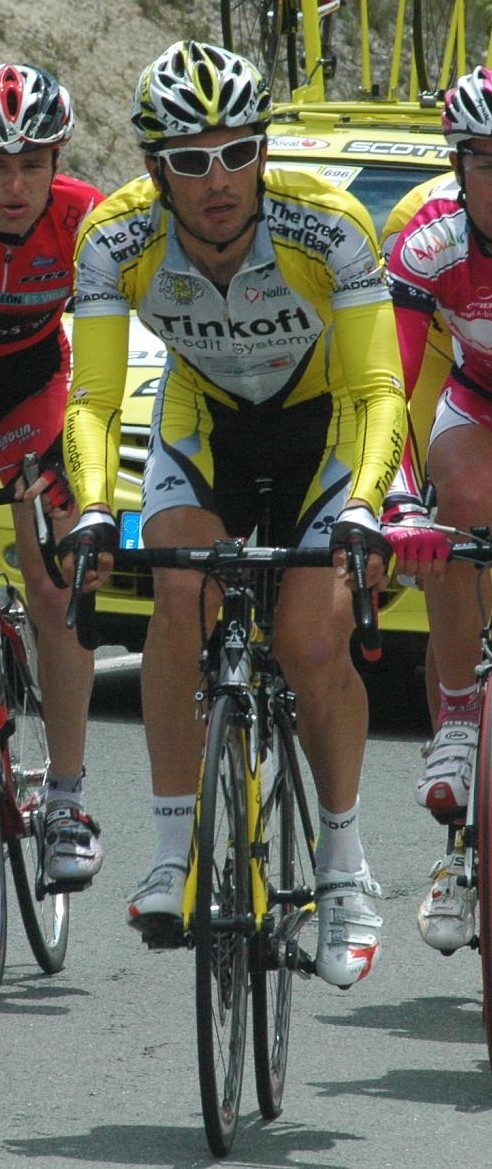
كان ريكاردو سيرانو واحدًا من أول خمسة متسابقين فتح الاتحاد الدولي للدراجات قضية جواز سفر بيولوجي ضدهم سنة 2009.

جواز السفر البيولوجي للرياضيين (بالإنجليزية: athlete biological passport)‏ عبارة عن سجل رقمي إلكتروني، للمؤشرات الفسيولوجية والبيولوجية (Biological Markers) للرياضيين المحترفين، تم جمعها وحفظها من خلال عدد من الفحوصات الرامية للكشف عن المنشطات خلال فترة زمنية. وتعتمد فكرة جواز السفر البيولوجي على حقيقة أن تلك المؤشرات البيولوجية لا تتغير عبر الزمن في الأحوال الطبيعية، إن لم يكن الرياضي يتعاطى عقاقير ومنشطات، بل في الحقيقة تظل تلك المؤشرات ثابتة لعقود، وعبر الأجيال أحياناً. ولذا يمكن من خلالها اكتشاف استخدام العقاقير والمنشطات إذا ما زادت تلك المؤشرات وارتفعت خارج الحدود الطبيعية، بدلًا من محاولة الكشف عن عقار أو منشط محدد من خلال الفحوص المخبرية. بمعنى أن جواز السفر هذا يكشف التغيرات غير الطبيعية في المؤشرات الحيوية، التي غالباً ما تكون نتيجة تعاطي العقاقير والمنشطات، بدلًا من محاولة الكشف بالتحديد عن هذا العقار أو ذاك المنشط.